# 腓特烈斯塔主教座堂
腓特烈斯塔大教堂（Fredrikstad Domkirke）是位於挪威城市腓特烈斯塔的一座挪威教會的大教堂。腓特烈斯塔大教堂的設計者是Ferdinand Waldemar Lühr，修建於1879年至1880年期間，是一座哥特復興式建築。腓特烈斯塔大教堂可以容納1100人。